# Fabio Malberti
Fabio Malberti (Desio, Llombardia, 16 de novembre de 1976) va ser un ciclista italià, que fou professional entre 1998 i 2002. En el seu palmarès destaca el Campionat del món de contrarellotge sub-23 de 1997.

## Palmarès
- 1997
  -  Campió del món de contrarellotge sub-23
  - 1r al Giro de les regions i vencedor d'una etapa
  - 1r a la Milà-Tortona
- 1999
  - Vencedor d'una etapa de la Volta a l'Argentina